# Aedes kasachstanicus
Aedes kasachstanicus är en tvåvingeart som beskrevs av Gutsevich 1962. Aedes kasachstanicus ingår i släktet Aedes och familjen stickmyggor. Inga underarter finns listade i Catalogue of Life.